# Citroën Visa
Citroën Visa – samochód osobowy klasy subkompaktowej produkowany pod francuską marką Citroën w latach 1978-1989.

## Historia i opis modelu

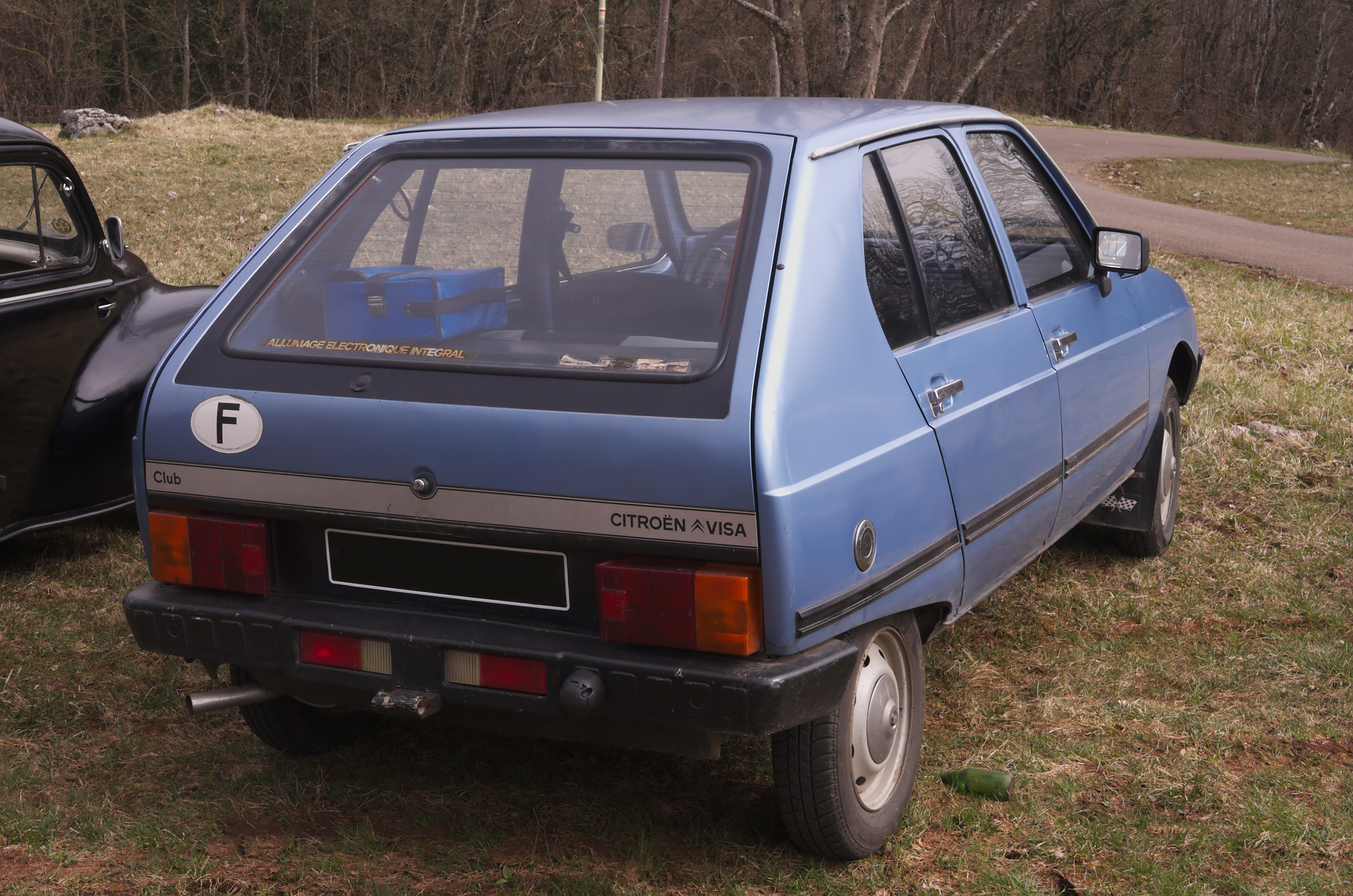
Citroën Visa - tył

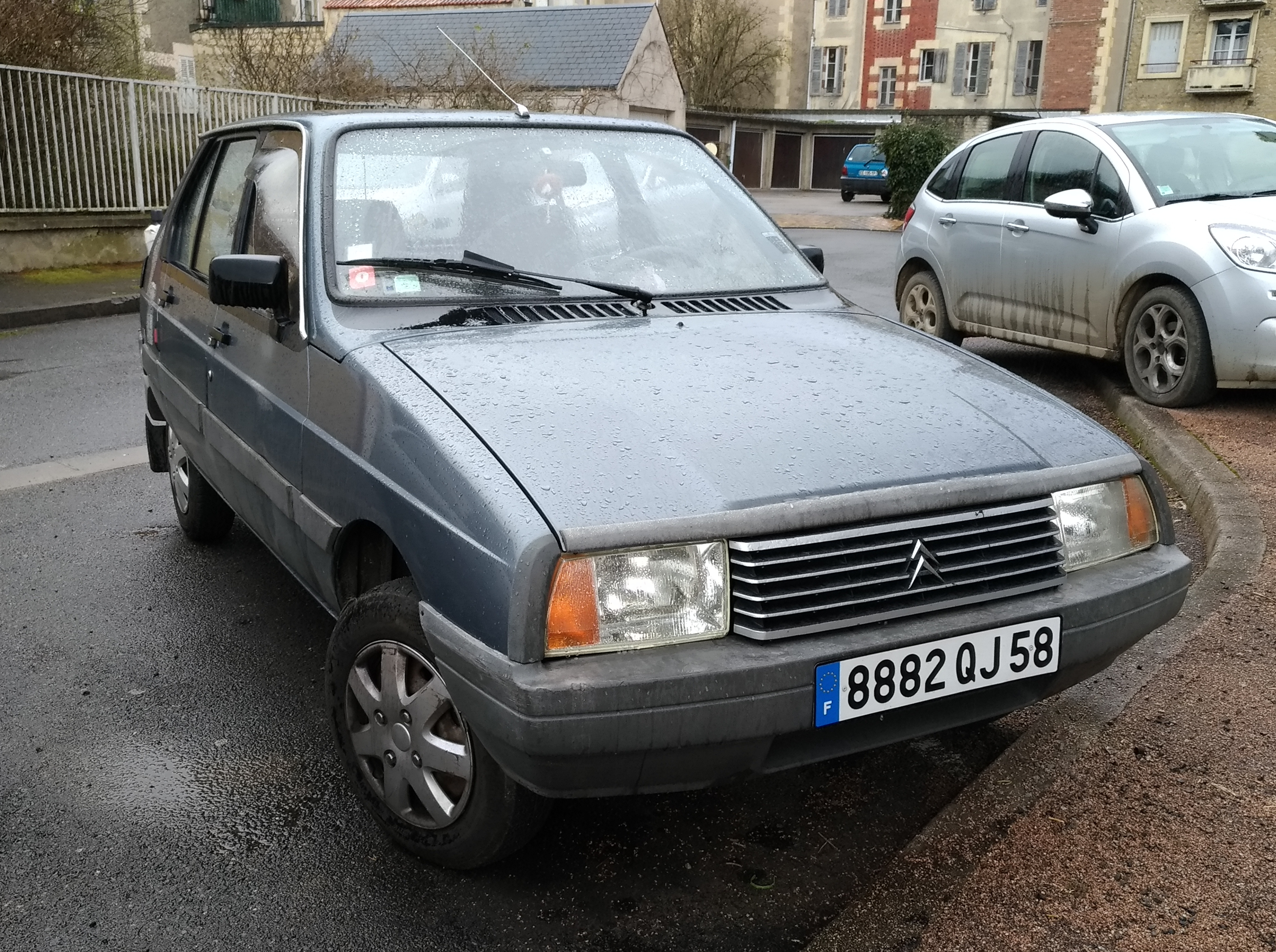
Citroën Visa po liftingu

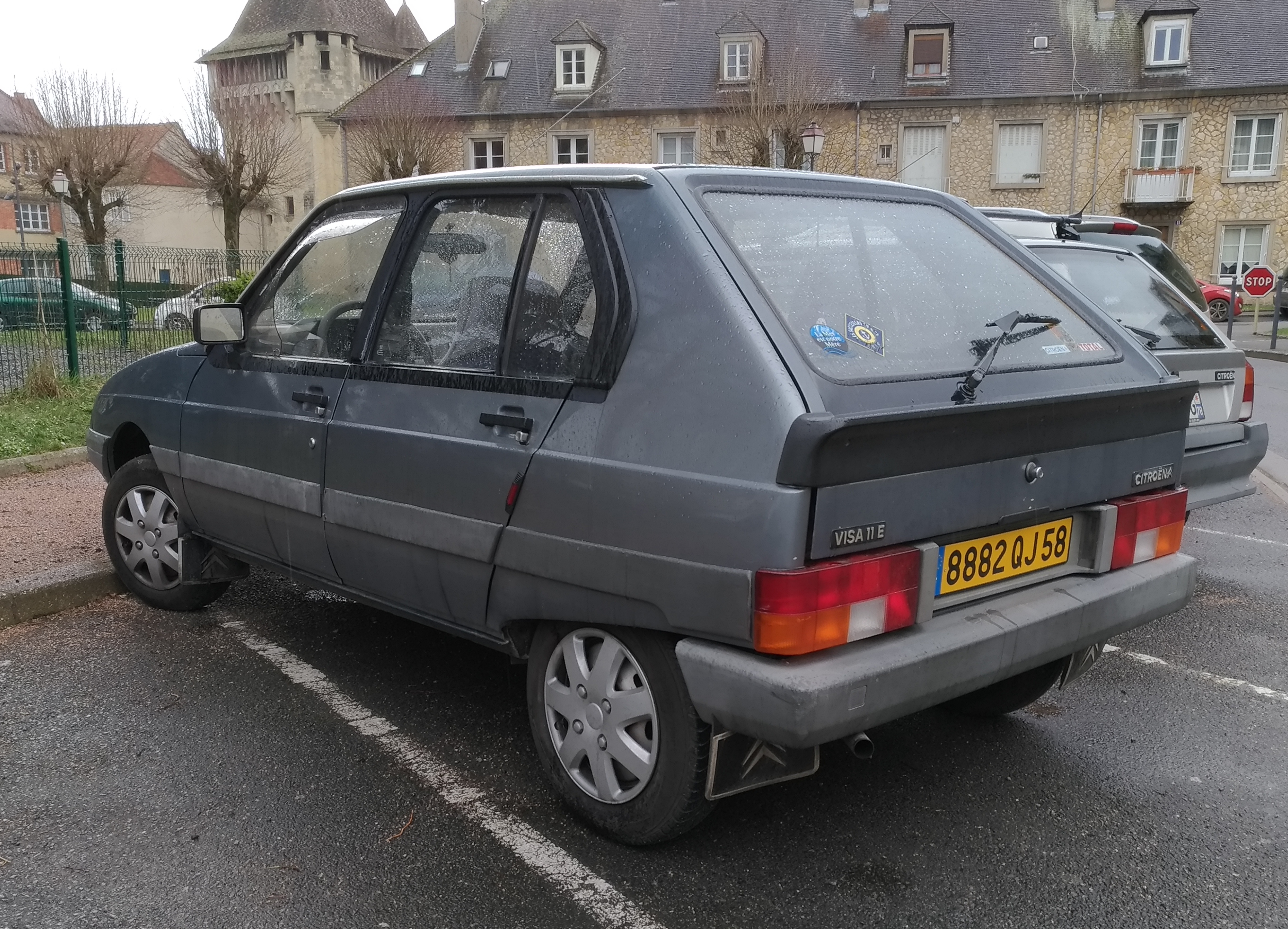
Citroën Visa - tył po liftingu

Premiera Visy odbyła się w 1978 roku. Nadwozie opracowane zostało przez własny zespół projektantów Citroëna. Część podzespołów pochodziła ze wspólnego pojazdu Citroëna i Peugeota - Citroëna LN (Peugeot 104), m.in. zawieszenie kół, płyta podłogowa, oraz czterocylindrowe silniki. W dotychczasowej ofercie, Visa zastąpiła modele Dyane oraz Ami.
Sylwetka pojazdu jest tradycyjna w kształtach i charakterystyczna dla rodziny Citroën (z wyjątkiem modelu LN). Tradycyjnie też udział w nadwoziu elementów z tworzyw jest większy niż w rozwiązaniach innych marek. Pięciodrzwiowe nadwozie, pięciomiejscowe, jest przestronne jak na wielkość samochodu. Tylna kanapa jest dzielona, co pozwala na przewożenie większych przedmiotów.
Początkowo Visa była oferowana w trzech wersjach: Special oraz Club, ze zmodernizowanym dwucylindrowym silnikiem typu bokser o pojemności 652 cm³ i mocy 26,5 kW (36 KM), pochodzącym z Citroëna 2CV, a także Super z czterocylindrową jednostką Peugeot o pojemności 1124 cm³ i mocy 57 KM.
Charakterystycznym elementem Visy z pierwszych lat produkcjibył tzw. "świński ryjek" atrapy chłodnicy, (który uważany jest za przyczynę niskiej popularności Visy I generacji) oraz tablica wskaźników wraz z przełącznikami określanymi przez użytkowników jako "puszka z piwem i krajalnica do sera". Były umieszczone zgodnie z zasadą PRN: (Pluie, Route, Nuit - deszcz, droga, noc) dającą dostęp do wycieraczek, spryskiwaczy, klaksonu, kierunkowskazów, świateł umieszczonych na cylindrycznym elemencie na wyciągnięcie palców. W modelach późniejszych, miejsce zegara analogowego zajął obrotomierz, oraz pojawił się zegar cyfrowy.
Po dwóch latach produkcji wprowadzono kolejny silnik o pojemności 1219 cm³ i mocy 47 kW (64 KM) stosowany wcześniej w Renault 14. Pierwsza wersja Visy produkowana była w trzech kolorach: czerwonym, zielonym oraz żółtym, późniejsze wersje oferowały większą liczbę kolorów nadwozia.

### Lifting
W marcu 1981 roku do produkcji weszła wersja Visa II, która zyskała większą popularność niż pierwsza wersja Visy. Zmianie uległ wygląd nadwozia za zasługą firmy Heuliez. Zmieniono całkowicie wygląd zderzakówi atrapy chłodnicy; dodano czarne obramowanie wokół bocznych szyb oraz plastikowe elementy ozdobne wokół przednich lamp oraz klapy silnika.
Wersje 17 R i 17 RD z silnikami Diesla wprowadzono w roku 1984. W 1985 Visa przeszła kolejny facelifting - przekonstruowano deskę rozdzielczą. Visa 10 z silnikiem o pojemności 1000 cm³ pojawiła się w 1987 i zrezygnowano w niej z przełączników typu PRN.

### Chiny
N początku lat 90. chińskie przedsiębiorstwo Wuling Motors kupiło od Citroëna licencję na produkcję Visy w swoich zakładach produkcyjnych. Samochód wytwarzano przy braku różnic wizualnych pod nazwą Wuling LZW7100 w latach 1991–1994, podczas których powstało łącznie 1314 sztuk samochodo z myślą o wewnętrznym, chińskim rynku.

### Wersje specjalne

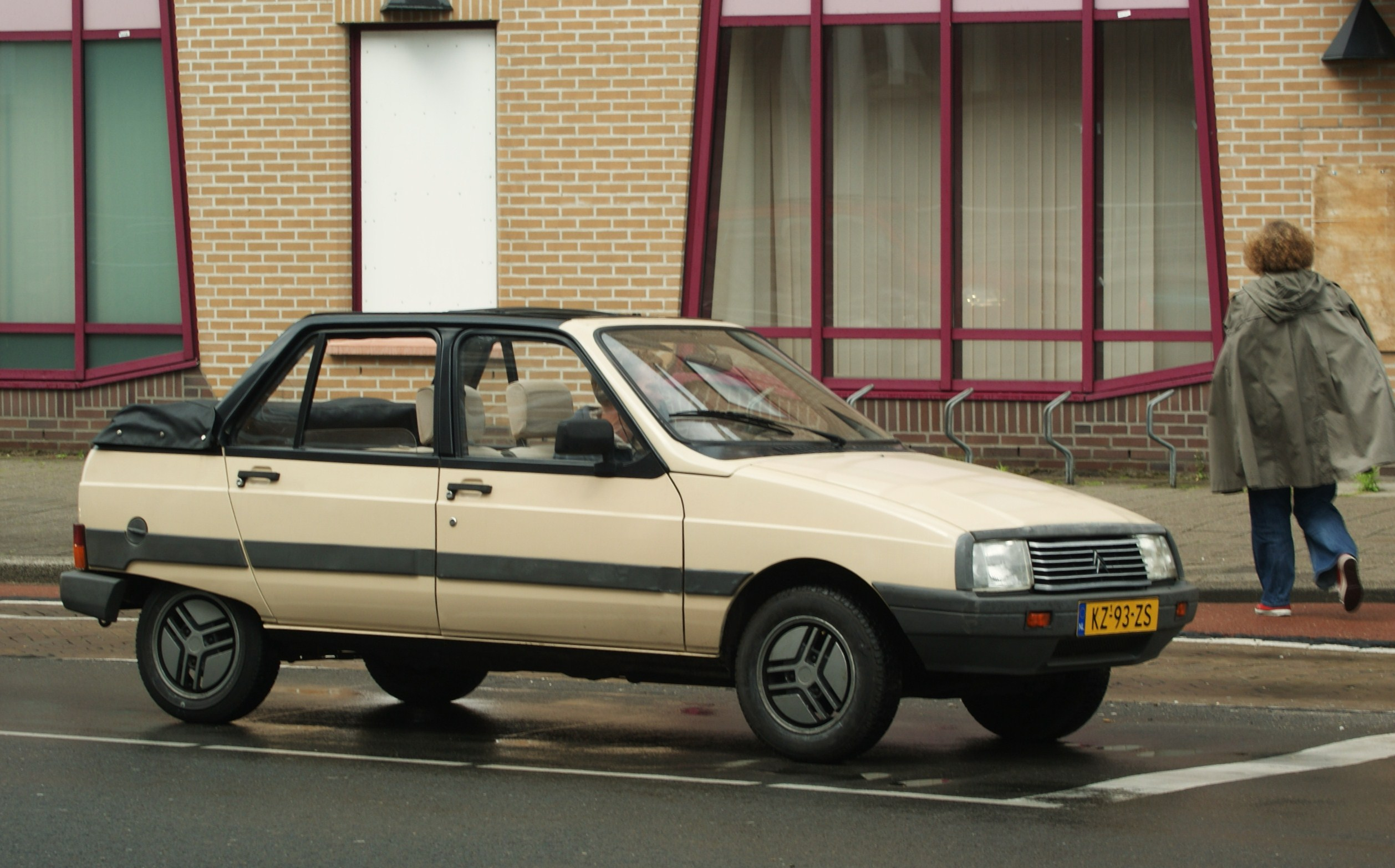
Citroën Visa Plein Air

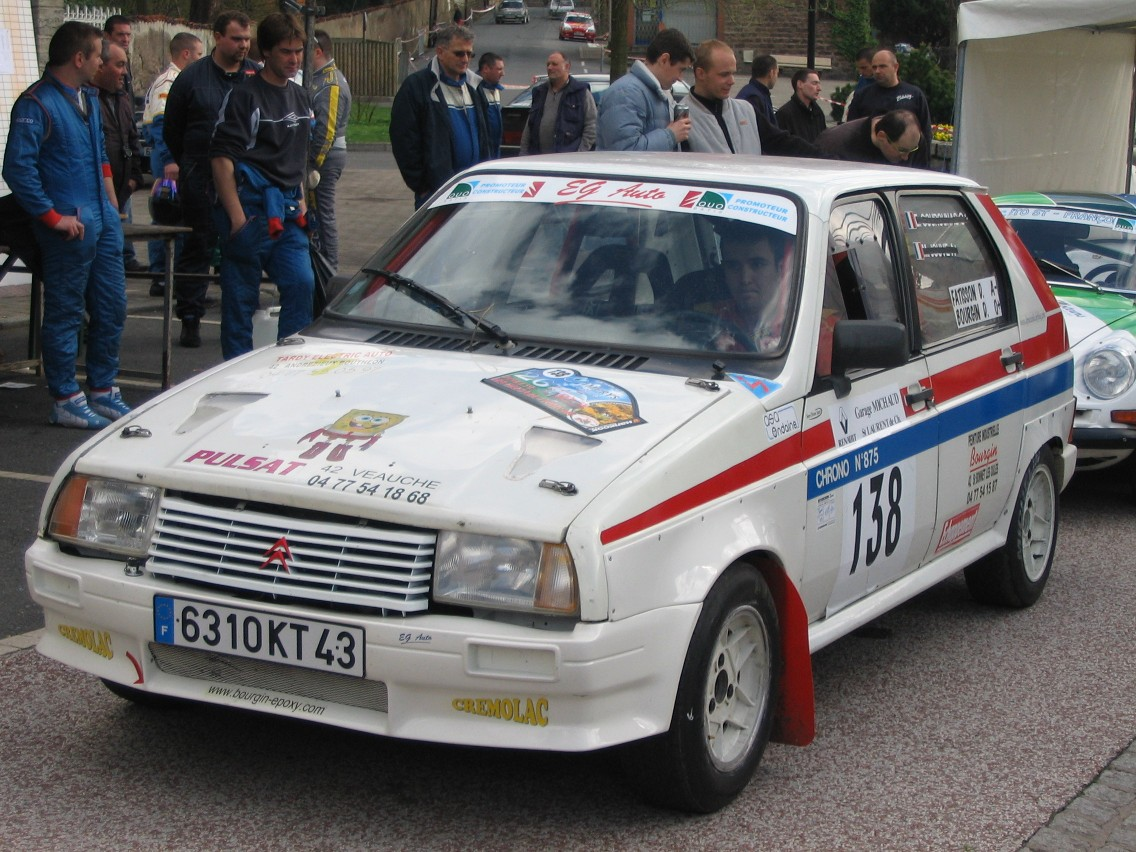
Citroën Visa Chrono

Na bazie modelu Visa po modernizacji  powstała wersja towarowa oznaczona jako C15 (w Wielkiej Brytanii nazywana Citroen Champ) - z oryginału zachowano przód i przednie fotele, natomiast reszta nadwozia otrzymała różne warianty zabudowy zależnie od wymagań.
W 1982 roku wyprodukowano krótką serię (200 szt.) wersji sportowej Trophee. W 1983 roku wprowadzono modele Visa Chrono i Visa GT. GT produkowany był seryjnie, zaś obydwa wyposażono w silniki czterocylindrowe typu X o pojemności 1360 cm³ i mocach: Chrono - 67 kW, GT - 57,1 kW. Produkowana była również wersja Plein Air (1983-1985) ze składanym dachem, oraz Enterprise - bagażowa pozbawiona tylnych siedzeń.

### Silniki
- B2 0.6l
- R4 1.1l
- R4 1.2l
- R4 1.3l
- R4 1.6l
- R4 1.8l